# Marceau Méresse
Pour l'homme politique belge, voir Marceau Mairesse.
Pour les articles homonymes, voir Méresse.
Marceau Méresse, né le 25 juin 1905 à Saint-Hilaire-lez-Cambrai, dans le Nord et mort le 31 décembre 1991 à Nice (Alpes-Maritimes), était un aviateur français.

## Distinctions
- Chevalier de la Légion d'honneur (1937)[3].
- Officier de la Légion d'honneur le 23 octobre 1950[3].
- Croix de guerre des Théâtres d'opérations extérieurs (T.O.E.) avec palme et citation à l’ordre de l’armée[3].
- Médaille d’argent de l’Aéro-Club de France (1933)[3].